# Razpoke
Razpoke (COBISS) je pesniška zbirka Barbare Korun, izšla je leta 2004 pri Novi reviji.

## Vsebina
Rdeča nit celotne zbirke oziroma vodilna metafora je razpoka. Ta v sebi nosi dva pomena, in sicer zemeljsko moč in razpoko neba, ki nam predstavlja možnost izstopa iz sebe in poglobitev v nadzemeljsko. 
Pesmi so lirske, nabite s čustvi in sporočilno zgoščene. Glavna tematika je erotičnost, ki pa se preliva v eksistencialna vprašanja. Pesmi so v celoti zapisane z malimi črkami in brez ločil, razen v zadnjem delu Mimobežnicah, kjer se pojavlja pika.
Pesniška zbirka je členjena na štiri dele: Pitije, Hladni ogenj, Jajce in Mimobežnice. Predvsem gre za vsebinsko stopnjevanje od pitijskih prerokb prek erotičnih motivov, ki so hladni, a hkrati gorijo kot ogenj. Erotična tematika se v Jajcu prelomi v eksistencialno, na koncu pa ostanejo le še krajše mimobežne misli.